# Enki Bilal
Enki Bilal, właściwie Enes Bilal (ur. 7 października 1951 w Belgradzie) – francuski twórca komiksów, rysownik, scenarzysta, artysta fantastyczny, a także reżyser filmowy, z pochodzenia Jugosłowianin.

## Twórczość
Pierwsze komiksy tworzone przez Bilala powstawały na początku lat 80. XX wieku, między innymi pierwszy komiks z cyklu Trylogia Nikopola. Jego prace ukazywały się niezbyt często, jednakże charakterystyczny styl i rewolucyjna forma w komiksie jaką jest zastosowanie jako tła malowanych obrazów czy fragmentów zdjęć, z których czynił kolaże pozwoliła na uznanie go za jednego z ważniejszych twórców w kręgach fanów tego gatunku sztuki.
Styl Bilala poza eksperymentowaniem ze sztuką wyższą, to także przedstawianie świata brudnego, ponurego, przeciwstawnego wobec twardej kreski amerykańskich komiksów popularnych. Rozpoznawalne są także postacie Bilala o kościstych twarzach z wydatnymi kośćmi policzkowymi oraz pojawiające się na tle szarego świata jaskrawe barwy, w szczególności czerwień, poszarpana kreska, której używa przy przedstawianiu zjawisk metafizycznych czy fantastycznych.
W większości jego komiksów także w mocny sposób przedstawione jest tło polityczne. Najczęściej są to przedstawiciele twardych nurtów ideologicznych, faszyzmu i socjalizmu, przy czym ten pierwszy jest przedstawiany w sposób jednoznacznie negatywny, gdy ten drugi jako utopia, która stała się koszmarem głównych bohaterów.
Zasiadał w jury konkursu głównego na 72. MFF w Cannes (2019).

## Komiksy Bilala wydane w Polsce
- Trylogia Nikopola (rysunek i scenariusz)
  - Targi nieśmiertelnych (La Foire aux immortels, 1980, wydanie polskie 2002)
  - Kobieta pułapka (La Femme piège, 1986, wydanie polskie 2002)
  - Zimny równik (Froid Équateur, 1992, wydanie polskie 2003)
- Tetralogia potwora (rysunek i scenariusz)
  - Sen potwora (Le Sommeil du monstre, 1998, wydanie polskie 2002)
  - 32 grudnia (32 Décembre, 2003, wydanie polskie 2003)
  - Spotkanie w Paryżu (Rendez-vous à Paris, 2006 wydanie polskie 2006)
  - Czwórka? (Quatre?, 2007, wydanie polskie 2008)
- Legendy naszych czasów (Légendes d'Aujourd'hui, 1975-1977, wydanie polskie w jednym zbiorczym tomie, 2005) – scenariusz Pierre Christin
  - Rejs zapomnianych (La Croisière des oubliés, 1975, wydanie polskie 2005)
  - Statek z kamienia (Le Vaisseau de pierre, 1976, wydanie polskie 2005)
  - Miasto, którego nie było (La Ville qui n'existait pas, 1977, wydanie polskie 2005)
- Falangi Czarnego Porządku (Les Phalanges de l'ordre noir, 1979, wydanie polskie 2003) – scenariusz Pierre Christin
- Polowanie (Partie de chasse, 1983, wydanie polskie 2002) – scenariusz Pierre Christin
- Animal'z (Animal'z, 2009, wydanie polskie 2010)
- Julia & Roem (Julia & Roem, 2011, wydanie polskie 2011)
- Kolor powietrza (La Couleur de l'air, 2014, wydanie polskie 2015)
- Eksterminator 17 (Exterminateur 17, 1979, wydanie polskie 2016)

## Filmy
- 1989: Bunker Palace Hotel
- 1997: Tykho Moon
- 2004: Immortal – kobieta pułapka (Immortal)